# ناحیه گلاسکو، شهرستان واباشا، مینه سوتا
ناحیه گلاسکو (به انگلیسی: Glasgow Township) یک منطقهٔ مسکونی در ایالات متحده آمریکا است که در شهرستان وباشا واقع شده‌است.
 ناحیه گلاسکو ۹۲٫۳ کیلومتر مربع مساحت و ۲۹۸ نفر جمعیت دارد و ۲۱۶ متر بالاتر از سطح دریا واقع شده‌است.